# Pekania
Pekania es un género de mamíferos carnívoros de la subfamilia Guloninae, conocidos comúnmente como martas pescadoras, por Pekania pennanti, la única especie actual. Se distribuyen por el Neártico.

## Taxonomía
Hasta hace poco considerado un subgénero de Martes, actualmente se considera un género intermedio entre éste y Gulo. El género se cree que se originó en Asia en el Mioceno y se introdujo en Norteamérica ya en el Mioceno tardío, donde perdura hasta nuestros días.

### Especies
Se reconocen las siguientes:
- †Pekania occulta Samuels & Cavin, 2013
- †Pekania diluviana (Cope, 1899)
- †Pekania palaeosinensis (Zdansky, 1924)
- Pekania pennanti Erxleben, 1777